# Bad as Me
Bad as Me es el decimoséptimo álbum de estudio del músico estadounidense Tom Waits, publicado el 25 de octubre de 2011 por el sello ANTI-. El álbum fue grabado a partir de febrero de 2011 y fue anunciado oficialmente el 23 de agosto en la página oficial de Waits y en varias redes sociales. El mismo día, la canción que da título al álbum, "Bad As Me", fue publicada como primer sencillo en iTunes.
Bad as Me es el primer trabajo de Waits formado completamente por material nuevo en siete años, desde la publicación en 2004 de Real Gone. La compañía discográfica de Waits, ANTI-, selló un acuerdo de distribución con Warner Music Group, permitiendo publicar el álbum a nivel internacional. Este acuerdo marca la primera colaboración de Waits con Warner desde el álbum de 1980 Heartattack and Vine. Tras su publicación, Bad as Me ha sido recibido en términos generales con elogios por la crítica musical.

## Trasfondo
El anterior álbum de estudio de Tom Waits, Real Gone, vio la luz en 2004, con una subsiguiente gira por Norteamérica y Europa entre octubre y noviembre. Una vez finalizada la gira, Waits volvió a trabajar en largometrajes como El tigre y la nieve de Roberto Benigni, inspirado en la ocupación de Bagdad durante la Guerra de Irak, temática que influyó previamente en Real Gone.
En noviembre de 2006, Waits publicó Orphans: Brawlers, Bawlers & Bastards, un triple disco con 54 canciones de rarezas, temas inéditos y nuevas composiciones, en donde el músico profundizó sobre temas políticos en canciones como "Road to Peace", canción sobre el conflicto israelí-palestino. El álbum fue un éxito de crítica y está incluido en la lista "All-Time High and Low Scores" de Metacritic en el puesto 10. Dos años después, Waits anunció la gira Glitter and Doom, en un principio con conciertos programados para el sur de los Estados Unidos. No obstante, la discográfica ANTI- anunció a posteriori fechas en Europa.
A comienzos de 2011, Waits publicó el libro de poemas Seeds on Hard Ground junto a retratos de Michael O'Brien, y el 14 de marzo entró a formar parte del Salón de la Fama del Rock and Roll en una ceremonia presentada por Neil Young. En su discurso, Waits comentó en tono jocoso: "Dicen que no tengo éxitos y que es difícil trabajar conmigo... como si fuera algo malo".

## Publicación
El 16 de agosto de 2011, entre crecientes rumores en torno a la publicación de un nuevo álbum, el propio Waits anunció en su página web oficial y en diversas redes sociales que "iba a despejar los rumores" el 23 de agosto. Ese día, el tema que da título al álbum, "Bad as Me", fue publicado como sencillo digital en iTunes, al mismo tiempo que se publicaba un video en YouTube con avances del álbum y su sello discográfico, ANTI-, publicaba un comunicado de prensa en el que se leía:

Bad As Me es el primer álbum de estudio de Tom Waits en siete años. Esta obra fundamental refina la música que ha llegado antes y marca una nueva dirección. Waits, en posiblemente la mejor voz de su carrera, trabajó con un equipo veterano de músicos talentosos y su colaboradora desde hace mucho tiempo, Kathleen Brennan. Desde la opertura de "Chicago" hasta el cierre coral de bar "New Year's Eve", Bad as Me muestra el amplio rango de la composición de Waits, desde bellas baladas como "Last Leaf" hasta el paisaje vanguardístico de "Hell Broke Luce". En temas como "Talking at the Same Time", Waits hace gala de un falsete flexible, mientras que en los quemadores blues como "Raised Right Men" y en el tinte gospel de "Satisfied" escupe, tartamudea y aulla. Como buen boxeador, las canciones son claras y directas, con ganchos fuertes y apretados tiempos.

Bad as Me se pudo escuchar en formato streaming a partir del 17 de octubre y fue publicado en formato digital en iTunes el 21 de octubre, donde estuvo disponible con anterioridad para reservarlo. Ediciones físicas del álbum fueron publicadas a nivel mundial el 24 de octubre en tres formatos: en digipack con un libreto de 32 páginas y una descarga digital gratis en FLAC, AAC o MP3; en una edición deluxe con dos CD y un libreto de 40 páginas; y en una edición en LP y CD con una descarga digital gratuita.

## Lista de canciones
Todos los temas compuestos por Tom Waits y Kathleen Brennan. 
| N.º | Título                     | Duración |  |
| 1.  | «Chicago»                  | 2:15     |  |
| 2.  | «Raised Right Men»         | 3:24     |  |
| 3.  | «Talking at the Same Time» | 4:14     |  |
| 4.  | «Get Lost»                 | 2:42     |  |
| 5.  | «Face to the Highway»      | 3:43     |  |
| 6.  | «Pay Me»                   | 3:14     |  |
| 7.  | «Back in the Crowd»        | 2:49     |  |
| 8.  | «Bad as Me»                | 3:10     |  |
| 9.  | «Kiss Me»                  | 3:41     |  |
| 10. | «Satisfied»                | 4:05     |  |
| 11. | «Last Leaf»                | 2:56     |  |
| 12. | «Hell Broke Luce»          | 3:57     |  |
| 13. | «New Year's Eve»           | 4:32     |  |

Edición deluxe
| N.º | Título                | Duración |  |
| 14. | «She Stole the Blush» | 2:50     |  |
| 15. | «Tell Me»             | 3:43     |  |
| 16. | «After You Die»       | 2:47     |  |

## Personal
- Tom Waits: voz (temas 1–13), guitarra (1–4, 6, 7, 9–11, 13) piano (1, 6, 8, 9), percusión (1, 4, 5, 12), banjo (1), tablas (2) y pump organ (11)
- Marc Ribot: guitarra (1–8, 10–12)
- Clint Maedgen: saxofón (1, 3, 4, 8, 10, 12, 13)
- Casey Waits: batería (1, 2, 4, 5, 7, 8, 10, 12)
- David Hidalgo: guitarra (3, 4, 6, 7, 12), violín (6), percusión (7), acordeón, bajo y coros (13)
- Ben Jaffe: trombón (1, 3, 4), clarinete bajo (1), tuba (12, 13)
- Charlie Musselwhite: armónica (1, 2, 8, 10, 12)
- Patrick Warren: teclados (3–5, 10, 13)
- James Whiton: bajo (3, 5–7, 11)
- Keith Richards: guitarra (1, 10–12) y voz (11)
- Augie Meyers: vox organ (2), piano (3) y acordeón (6)
- Gino Robair: percusión (3, 5, 10) y vibráfono (6)
- Larry Taylor: guitarra (1, 2) y bajo (1, 4)
- Chris Grady: trompeta (3, 12, 13)
- Flea: bajo (2, 12)
- Will Bernard: guitarra (6, 12)
- Dawn Harms: violín (5)
- Marcus Shelby: bajo (9)
- Les Claypool: bajo (10)
- Zack Sumner: bajo (13)